# Michail Fjodorovitj Orlov
Michail Fjodorovitj Orlov (ryska: Михаил Фёдорович Орлов), född den 25 mars 1788, död den 19 mars 1842, var en rysk militär och politiker, bror till Aleksej Fjodorovitj Orlov.
Orlov var flygeladjutant hos Alexander I under fälttågen mot Napoleon, men slöt sig sedermera till de kretsar inom ryska armén, som intresserade sig för frågan om en reform av Rysslands statsliv i konstitutionell riktning, och avlägsnades därför som divisionsgeneral till sydarmén. År 1825 arresterades han som "dekabrist". Han benådades 1826, men förvisades till sina gods.